# Philipp Matthias Bregy
Philipp Matthias Bregy, né le 7 juillet 1978 à Viège (originaire de Tourtemagne et Naters), est une personnalité politique suisse, membre du Centre. 
Il est député du canton du Valais au Conseil national depuis mars 2019 et président du Centre depuis fin juin 2025.

## Biographie

### Origines et famille
Philipp Matthias Bregy naît le 7 juillet 1978 à Viège, dans le Haut-Valais. Il est originaire de Tourtemagne et de Naters, dans le même canton.
Son père, Edelbert Bregy, est l'auteur de sculptures en fer forgé exposées sur des ronds-points de Brigue et Naters, ainsi qu'à Berne et Soleure ; sa mère se prénomme Ursula.
Il est marié et père de deux enfants.

### Études et parcours professionnel
Il étudie le droit à l'Université de Berne. Titulaire d'un brevet d'avocat, il officie en tant que juge suppléant au tribunal des mineurs de 2005 à 2009. Depuis 2012, il est associé à Beat Rieder, au sein d'une étude d’avocats et notaires à Brigue.

### Autres activités
Il assume la présidence du comité d'organisation de la 26e Fête cantonale des musiques se déroulant à Naters en juin 2019.

## Parcours politique
Sa carrière politique commence en 2009 quand il devient député au Grand Conseil du canton du Valais. Il est réélu en 2013 et en 2017. Il est également chef du groupe PDC de 2016 à 2018. Il démissionne du Grand Conseil en 2018.
Conseiller communal de Naters depuis 2012, il échoue à décrocher la présidence en 2016 face à Franz Ruppen. Il démissionne en 2019.
Le 5 décembre 2018, il remplace Viola Amherd au Conseil national après son élection au Conseil fédéral. Il siège à la Commission des affaires juridiques (CAJ) et à la Commission des transports et des télécommunications (CTT). Il est réélu en 2023.
Le 21 mai 2021, il est élu président du groupe parlementaire du Centre à l'Assemblée fédérale, en remplacement d'Andrea Gmür. Il succède le 28 juin 2025 à Gerhard Pfister à la tête du Centre.

### Positionnement politique
Conservateur, défenseur des traditions mais libéral en matière d'économie, il est l'un des conseillers nationaux les plus à droite au sein de son groupe.